# Lappida longirostris
Lappida longirostris är en insektsart som beskrevs av Schmidt 1927. Lappida longirostris ingår i släktet Lappida och familjen Dictyopharidae. Inga underarter finns listade i Catalogue of Life.